# Eurocity Bank
Eurocity Bank è una società per azioni e una banca universale, con sede a Francoforte.  Le attività principali sono i prestiti sindacati, la gestione delle cambiali e nel prestito titoli contro collaterale nei mercati turco e tedesco.

## Attività
A fronte di un asset under management che al 2008 era già pari a 252 milioni, il capitale sociale al 2011 ammontava a 3.67 milioni di euro, aumentato a 26 milioni nel 2016.
Al 2018, gli asset valgono €171.466 milioni

Eurocity Bank aderisce al Entschädigungseinrichtung deutscher Banken GmbH fondo di garanzia dei creditori tedeschi indipendente dal Bundesverband deutscher Banken.

## Storia
La società fu fondata nel 1987 a Berlino da Thomas Gries e Wolfgang Heissel, col nome di Gries & Heissel Bankiers KG e la forma giuridica di una società in accomandita semplice. Nel 1989, un'altra sede fu aperta a Francoforte sul Meno e, l'anno successivo, i membri del consiglio di amministrazione e i fondatori furono premiati come migliori imprenditori dell'anno.  Nel 1992, la maggioranza delle azioni fu rilevata dalla Berliner Grundkreditbank eG, che a sua volta nel '99 entrò a far parte della Berliner Volksbank eG.

Dalla fine del 1999, Gries & Heissel divenne una sussidiaria del fornitore di servizi finanziari Delta Lloyd Deutschland AG, con sede a Wiesbaden, al 100% di proprietà della Delta Lloyd Group di Amsterdam.
Nel 2000, la sede di Francoforte fu trasferita a Wiesbaden, con la contestuale chiusura delle filiali di Düsseldorf e Amburgo, nel quadro di un piano di ristrutturazione aziendale. 

Ad agosto del 2010, Delta Lloyd Deutschland AG annunciò la cessione della banca a CR Rashid International FZC, Dubai.  Tuttavia, a novembre fu diversamente comunicato che la vendita era stata conclusa a favore di altri investitori privati della Germania e del Lussemburgo, rimasti anonimi.
A seguito di un patto di cooperazione e non_concorrenza concluso nel 2011 con la danese Sydbank, Gries & Heissel comunicò che dal 1º gennaio 2012 non avrebbe più operato con soggetti con un patrimonio netto elevato e potenziali clienti di Sydbank. Ad aprile del 2012, fu annunciato che la maggior parte della banca era stata acquisita dalla turca Euro Yatirim Menkul Degerler AS, con sede a Istanbul, a seguito dell'indagine conoscitiva e del benestare all'operazione concesso dall'organismo di vigilanza bancaria tedesco (BaFin).
A luglio 2012, la società fu ridenominata Eurocity Bank AG. A metà agosto 2012, la sede della società fu trasferita nuovamente da Wiesbaden a Francoforte sul Meno. Quattro anni più tardi, la controllante turca cedette capitale e diritti di voto ad un pool di banche austriache.
L'infrastruttura informatica è gestita dalla società Fiducia IT AG a Karlsruhe.